# 이민재 (농구 선수)
이민재(1987년 6월 22일 ~ )은 대한민국의 농구선수이며 포지션은 가드이다.

## 선수 경력
2010-11시즌 신인드래프트에서 2라운드 6순위로 서울 SK 나이츠에 지명되었다. 서울 SK 나이츠의 2군 선수로 뛰다가 팀이 연패에 빠지자 1군에 콜업 되어 좋은 활약을 보이고 2011~2012시즌 창원 LG 세이커스로 백인선과 함께 트레이드됐다. 2013~2014시즌 사인&트레이드로 부산 KT 소닉붐으로 옮겼다. 그 후 군복무에 임했고 16~17시즌 복귀했다.부산 KT 소닉붐에서 한시즌을 치른후 FA를 통해 안양 KGC 인삼공사 FA 계약을 했다.
안양 KGC인삼공사에 온 이민재는 김승기 감독의 믿음의 보답해주는 경기력을 보이며 좋은 영입으로 보고 있다.

## 출신학교
- 군산서해초등학교
- 군산중학교
- 무룡고등학교
- 동국대학교